# Nick and the Glimmung
Nick and the Glimmung är en kort science fiction-roman för barn av Philip K. Dick, skriven 1966 under titeln The Glimmung of Plowman’s Planet.

## Handling
Huvudpersonen är Nick Graham, en liten pojke vars familj emigrerar från sin planet för att han ska kunna behålla sin katt, Horace, som annars skulle ha blivit tagen i beslag. Husdjur är vid denna tid inte längre tillåtna på Jorden, eftersom de konsumerar mat som den alltmer växande mänskliga befolkningen behöver. Familjens äventyr när de anländer till den nya världen, Plowman’s Planet, som är befolkad av olika utomjordingar, som spiddles, wubs, werjes, klakes, trobes, printers och fog-things, samt övervakad av en mäktig varelse som kallas Glimmung, innehåller klassiska Dick-undersökningar kring verklighetens och ödets beskaffenhet, mänsklighetens förmågor gentemot illusioner, och det nödvändiga i att göra det rätta även när det innebär fara och personlig risk.

## Utgivning
Boken vann inte gillande hos det sena 1960-talets redaktörer och publiceringen fick vänta till 1988 då en utgåva med teckningar av Paul Demayer i serietecknings-stil gavs ut av förlaget Gollancz. Boken är Dicks enda barnbok och är en science fiction-berättelse med inslag av saga eller fantasy. Boken innehåller många element och konstruktioner som återfinns i Dicks samtida science fiction-vuxenroman Galactic Pot Healer (svensk titel: Glimmungs värld). Denna är en från barnboken helt fristående berättelse som Dick skrev i slutet av 1967 och början på 1968, som dock utspelar sig på samma planet som barnboken och Glimmung återfinns som en av huvudkaraktärerna. 
Nick and the Glimmung har översatts till italienska och franska.